# Ingrid Klopp

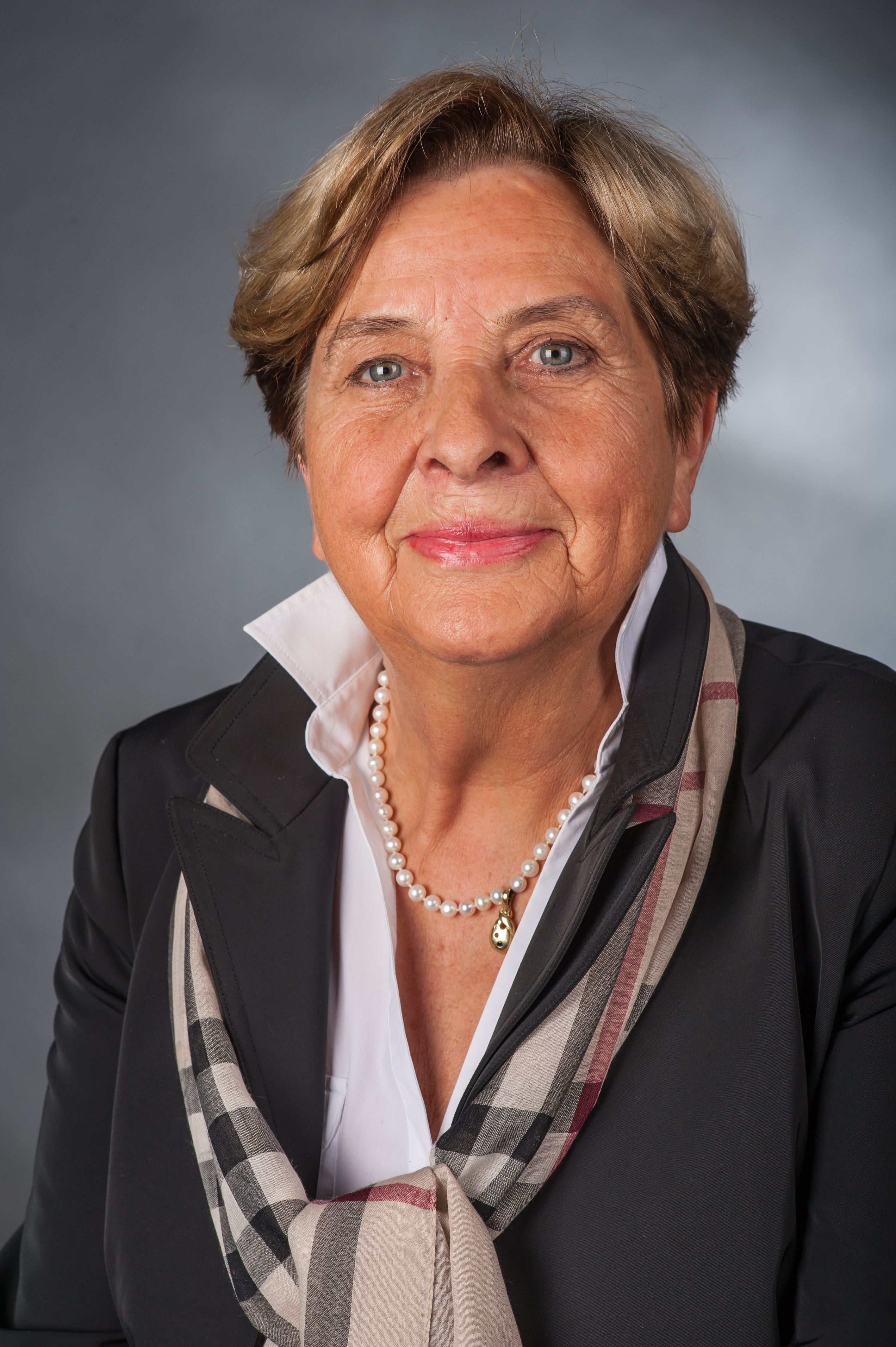
Ingrid Klopp (2013)

Ingrid Klopp (* 19. Mai 1943 in Bad Bevensen; † 31. Juli 2024) war eine deutsche Kommunalpolitikerin der CDU und von 2003 bis 2017 Mitglied des Niedersächsischen Landtags.

## Politik
1995 trat Klopp der CDU bei. Sie gehörte dem Bezirksvorstand der CDU im Bezirk Lüneburg an. Von 2006 bis 2011 war sie Bürgermeisterin des Fleckens Brome im Landkreis Gifhorn und anschließend erste stellvertretende Bürgermeisterin. Von 1996 bis 2021 gehörte sie dem Gifhorner Kreistag an. 
Bei den Landtagswahlen 2003, 2008 und 2013 gewann Ingrid Klopp das Direktmandat im Wahlkreis Gifhorn-Nord/Wolfsburg und zog somit in den Landtag ein. Dort war sie in den Ausschüssen für Umwelt, ländlichen Raum, Ernährung, Landwirtschaft und Verbraucherschutz tätig und forstpolitische Sprecherin ihrer Fraktion. Außerdem war sie bis 2013 Mitglied im Petitionsausschuss und von 2013 bis 2017 Mitglied des Präsidiums. Bei der Landtagswahl 2017 trat sie nicht wieder an.
2020 erhielt Klopp das Bundesverdienstkreuz am Bande. Sie war verheiratet und Mutter dreier Kinder.